# 존 피셔 (성직자)
존 피셔(영어: John Fisher, 1469년 - 1535년 6월 22일) 또는 성 요한 피셔(라틴어: Sanctus Iohannes Fischerius)는 잉글랜드 왕국 출신의 주교이자 추기경 그리고 순교자이다. 가톨릭 성인 달력에서 그의 축일은 토머스 모어와 같은 6월 22일이다. 피셔와 모어는 헨리 8세를 잉글랜드 교회의 수장으로 받아들일 것을 거부했다는 죄목으로 처형되었다.

## 젊은 시절
존 피셔(또는 요한 피셔)는 1469년 잉글랜드 요크셔 베벌리에서 가장 부유한 상인 로버트 피셔와 그의 아내 아그네스의 맏아들로 태어났다. 그는 네 명의 아이들 가운데 한 명이었다. 그의 아버지는 존 피셔가 8살이었을 때 죽었다. 그의 어머니는 윌리엄 화이트와 재혼하여 다섯 명의 아이들을 더 낳았다. 피셔는 자신의 새로 생긴 가족과의 교제가 가까웠던 것으로 보인다. 공부를 열심히 한 피셔는 자기 고향의 교회에 부속된 학교에서 유망한 학생으로 받아들여졌다.
그는 1484년부터 케임브리지 대학교에서 공부하였으며 윌리엄 멜턴의 영향을 강하게 받았다. 신학자로서 그는 르네상스에서 발생한 개혁의 새로운 흐름에 마음을 열게 되면서 성직자가 되고 싶다는 마음이 생겼다. 피셔는 1487년 문학사 학위와 1491년 석사 학위를 취득하였으며 같은 해 그의 대학의 임상 강사로 뽑혔으며 노샐러튼의 대리 사제가 되었다. 1494년 그는 대학의 대리인이 되면서 자신의 성직록을 단념하였으며 3년 후 미카엘 하우스의 주인으로 임명받아 리치먼드 백작부인이자 헨리 7세의 모후인 마거릿 보퍼트의 개인 예배당 사제이자 고백 사제가 되었다. 1501년 7월 5일 그는 신학에서 박사 학위를 받았으며 10일 후에 케임브리지 대학의 부총장으로 뽑혔다.

## 주교
1504년 10월 14일, 헨리 7세의 요청에 따라 피셔를 로체스터의 주교로 임명한다는 교황 교서가 내려졌다. 로체스터는 잉글랜드에서 가장 가난한 교구로 보통 성직 경력의 첫걸음으로 보지만, 자신의 선택에 따라 그곳에서 그의 나머지 인생 31년 동안을 머물렀다. 그는 모범적인 주교가 될 것을 목표로 삼았다. 동시에 어떤 잉글랜드의 주교라도 지위를 막론하고 세금을 내야 한다고 확신하였다. 특별히 피셔는 케임브리지 대학교에 열렬한 관심을 지켰다. 1504년 케임브리지 대학교의 명예 총장으로 뽑힌 그는 10년 동안 해마다 재선에 성공하였으며 그다음 인생이 정해졌다. 이 시기에 또한 그가 훗날 헨리 8세로 즉위하게 되는 헨리 왕자의 가정교사를 맡았다는 의견도 있다. 1509년 설교자로서 그의 평판이 높아졌는데, 헨리 7세와 레이디 마거릿이 죽었을 때 피셔가 두 사람 모두의 장례식 연설을 성공적으로 치른 것이 계기가 된 것으로 본문이 아직도 존재한다. 1512년 피셔는 제5차 라테란 공의회의 잉글랜드인 대표자 가운데 한 사람으로 임명되었으나, 참석을 위한 로마로의 여행을 뒤로 미루다 결국 자포자기하였다. 피셔는 케임브리지 대학교에 대한 왕의 할머니인 레이디 마거릿의 협찬을 얻어냈을 뿐만 아니라, 더 나아가 에라스무스에게 자신의 참된 열성을 증명해 보임으로써 케임브리지 대학교로 오도록 설득하였다. 에라스무스는 그곳에서 그리스어 교수로 재직하면서 2년 반 동안 체류하였다.
1521년에 마르틴 루터에 반대하여 발표한 칠성사의 옹호(Assertio septem sacramentorum)라는 표제가 붙은 헨리 8세의 논문의 참된 저자에 어떠한 증거가 없기는 하지만 피셔 또한 지금까지 줄곧 지명받고 있다. 이 일로 헨리 8세는 신앙의 옹호자(Fidei Defensor)라는 칭호를 얻었다. 피셔는 교회의 수많은 병폐를 비판하기 전에 규율 개선의 필요성을 재촉하였다. 1526년 2월 11일 왕의 명령에 따라 그는 세인트 폴 대성당 외측 옥외의 강론대인 세인트 폴 십자가에서 루터에 반대하는 유명한 설교를 하였다. 그의 말년은 점차 다른 논쟁의 집필과 이단에 항거하는 싸움을 가르치는 것으로 채워지게 된다.

## 아라곤의 캐서린 변호
헨리 8세와 아라곤의 캐서린 간 혼인 무효 문제가 불거졌을 때, 피셔는 왕비의 제일가는 찬성자이자 믿을 수 있는 상담자가 되어주었다. 단단히 각오한 그는 교황 특사의 재판에 나타나 왕비를 지지하는 처지에 서서 듣는 이들로 하여금 마치 세례자 요한처럼 혼인의 불변성에 관한 솔직한 그의 말과 소신에 놀라게 하였다. 그의 주장은 헨리 8세의 귀에까지 들어가 그를 몹시 성나게 하였으며, 그 자신이 직접 주교의 주장에 대한 대답으로 교황 특사에게 긴 라틴어 장문으로 구성된 서신을 보냈을 정도였다. 피셔가 왕실의 노여움에 대해 별로 두려워하지 않았음을 보여주는 그의 원고 주석과 사본이 존재한다. 이러한 피셔의 공로 덕택에 로마에서 헨리 8세의 혼인 무효 청원을 받아들이지 않는 데 성공하였으나, 그 일로 헨리 8세는 피셔를 절대 용서하지 않았다.

## 교회를 향한 헨리 8세의 공격
1529년 11월, 헨리의 치세에 “장기 의회”가 개최되어 교회를 계속해서 잠식하였다. 피셔는 상원 의원으로서 즉시 의회의 결의가 잉글랜드 교회의 완전한 파괴와 종식만을 가져올 뿐이라고 한 차례 경고하였다. 생각건대 주교는 하원들을 남몰래 격려하여 그들 의장을 통하여 의회에서 왕을 비난할 것을 호소한 듯하다. 이 기회를 놓치지 않고 헨리는 피셔를 소환하여 그 앞에 설명을 요구하였다. 헨리는 하원들을 움직여 자신을 공공연히 비난한 사람이 피셔라는 것을 확신했으면서도, 관대한 군주처럼 보이려고 설명이 불충분하다고 선언하면서 그를 방면해 주었다.
1년 후인 1530년, 교회에 대한 잠식 움직임이 계속되자 피셔는 로체스터의 주교로서 바스와 일리의 주교들과 함께 성좌에 호소하였다. 왕은 그에게 기회를 주면서, 그러한 호소를 금지하는 칙령을 즉시 발행하였고 세 명의 주교들을 억류하였다. 하지만 그들의 구금은 오래가지 않았다. 1531년 2월 의회 소집에 피셔도 참석하였다. 성직자들이 100,000파운드의 손실을 강요당할 때, 추기경 토머스 울지는 왕의 사면을 받아 교황 대사로서의 권위를 갖는 것을 승인하였다. 그리고 동시에 헨리가 잉글랜드 교회의 우두머리라는 직함을 갖는 것이 인정되었지만, 피셔의 노력 덕분에 “주님의 법이 인정하는 선까지”라는 조항이 추가되었다.
며칠 뒤, 주교의 하인 일부가 내온 포리지를 식솔들이 먹고 난 후 단체로 쓰러지고 말았으며, 실제로 두 사람이 죽었다. 비록 그 자신은 독이 든 어떤 음식에도 손대지 않았기에 무사하였지만. 대중들은 이 사건을 주교를 공격하려는 모종의 음모로 여겼다. 의심을 풀려고 왕은 범죄에 크게 노하는 것에 그치지 않고 의회에 특별법을 통과시켜 독에 의한 살인미수는 유죄로서 반역죄와 동등한 취급을 받게 하였다. 실제로 범인은 통과된 의회법에 따라 처형되었다.

## 왕에 관한 중대한 문제
문제는 즉시 신속하게 일어났다. 1532년 5월 토머스 모어는 대법관직을 사임하였으며, 그해 6월에 피셔는 공개적으로 이혼에 반대하는 설교를 하였다. 같은 해 8월, 캔터베리 대주교 윌리엄 워햄이 죽은 뒤 헨리는 교황에게 그의 후임자로서 토머스 크랜머를 제의하였다. 1533년 1월에 헨리는 앤 볼린과 은밀히 결혼하였다. 크랜머의 주교 서임이 같은 해 3월에 행해졌으며, 1주 후에 피셔가 체포되었다. 체포한 목적은 크랜머가 5월에 혼인 무효 주장을 명백히 밝힌 것 또는 6월 1일 뒤에 오는 앤 볼린의 대관식에 대항한 것이 사실상 명백하게 방해한 것처럼 보였기 때문에 그의 방면을 2주 이내에 원상복구시켰다.
같은 해 1533년 가을, 피셔는 이른바 켄트의 경건한 하녀 엘리자베스 바튼의 폭로로 누명을 받아 체포되었으나, 12월에 중한 병에 걸린 바람에 처리 시간이 뒤로 미루어졌다. 하지만, 1534년 3월 로체스터 주교와 켄트의 하녀에 관한 문제인 연루된 다른 이들에 반대하는 특별 사권 박탈법이 제출되어 통과되었다. 이에 따라 피셔는 유죄 선고를 받고 모든 개인 인적 재산을 몰수당하고 왕이 기쁨을 누릴 동안 갇혔다. 그 뒤에 사면을 승인받아 300파운드의 벌금을 냈다.
한편으로 의회 개회에서 계승법이 통과되어 헨리와 앤의 아이를 왕위의 합법적인 상속인으로 인정하는 계승 서약에 참여할 것을 강요하였으며, 만약 이를 거부할 때는 유죄를 선고받아 반역죄로 다스렸다. 피셔는 이 맹세를 거절했다는 이유로 1534년 4월 26일에 런던 탑으로 보내졌다. 몇몇 사람이 노력하여 그에게 복종할 것을 설득했지만, 효과는 없었으며 11월에 그는 두 번째로 반역죄의 경시에 이르러 앞선 3월 1일부터 그의 가재도구를 빼앗겼으며, 다음에는 6월 2일부터 로체스터 주교좌는 빈자리로 선언되었다. 그는 1년 동안 탑에 갇혀 지냈으며, 친구들이 보내주는 음식과 음료수는 허용되었지만, 성직자는 끝까지 허용되지 않았다. 6월 17일 목요일 웨스트민스터 홀에서 열린 법원에서 그는 최종적으로 사형 판결을 받게 되었다.

## 추기경 서임과 처형
1535년 5월, 새 교황 바오로 3세는 피셔를 주교급 추기경에 임명하여 헨리를 설득하여 그가 피셔의 처지를 완화해 주기를 희망하였다. 결과는 명백한 실패였으며, 헨리는 교황이 피셔의 머리에 손수 추기경 모자를 씌울 수 있도록 그의 목을 베어서 로마로 보내겠다고 단언하면서 추기경의 모자를 잉글랜드로 가져 오는 것을 금지하였다. 6월 피셔의 재판을 위한 특별위원회 결과, 6월 17일 그가 웨스트민스터 홀의 심문에서 왕이 교회의 우두머리임을 부인하였기 때문에 반역죄로 고발하였다. 사권 박탈법에 따라 그의 로체스터 주교 자리가 빼앗긴 이래, 그는 평민으로 취급받았으며 배심원단의 시험을 받았다. 그는 유죄 선고를 받고 타이번에서 매달아 잡아당겨 넷으로 나누는 형벌이 내려졌다.
하지만, 존 피셔의 신념과 그의 세례명인 세례자 요한의 유사점이 알려지면서 런던 시민들 사이에 불길한 징조로 보는 시각이 확산하여 일반 대중의 항의가 빗발쳤다. 세례자 요한 역시 헤로데 왕의 부당한 혼인을 질책하였다는 죄목으로 처형되었기 때문이다. 피셔가 그의 수호성인인 세례자 요한의 축일 날짜인 6월 24일을 지나서 살아남아 대중의 주의를 끌어 동정받는 것을 걱정한 헨리는 참수형으로 바꾸고 세례자 요한의 축일 전야인 6월 23일 전에 형을 집행할 것을 명령하였다. 1535년 6월 22일 피셔는 타워힐에서 참수되었는데, 그가 참수당한 것이 세례자 요한과 빗대어지면서 역효과가 났다. 세례자 요한의 처형 형태 또한 참수형으로 두 사람이 비슷했던 것이다.
존 피셔는 유럽 세계 전역에서 손가락으로 꼽을 만큼 존경받았으며 그 후 잉글랜드 정부의 노력에도 여전히 그대로였다. 1886년 12월 29일 결의에서 잉글랜드 순교자 54명이 교황 레오 13세에 의해 시복되었을 때, 존 피셔에게 모든 자리 가운데 최고 자리를 주었다. 그는 1835년 잉글랜드 가톨릭교도들의 탄원 요청을 받아들인 교황 비오 11세에 의해 토머스 모어와 함께 시성되었다.